# Here and Now
A Here and Now a kanadai Nickelback 2011-ben megjelent hetedik stúdióalbuma. Az albumot 2011. november 21-én adták ki.

## Az album dalai
A dallistát 2011. szeptember 26-án jelentették be.
| 1.    | This Means War         | Chad Kroeger                                              | Nickelback, Joey Moi    | 3:20 |
| 2.    | Bottoms Up             | C. Kroeger, Mike Kroeger, Moi                             | Nickelback, Moi         | 3:37 |
| 3.    | When We Stand Together | C. Kroeger, M. Kroeger, Ryan Peake, Moi                   | Nickelback, Moi         | 3:10 |
| 4.    | Midnight Queen         | C. Kroeger, Peake, Moi                                    | Nickelback, Brian Howes | 3:14 |
| 5.    | Gotta Get Me Some      | C. Kroeger, Moi                                           | Nickelback, Moi         | 3:41 |
| 6.    | Lullaby                | C. Kroeger, Craig Wiseman, Chris Tompkins, Rodney Clawson | Nickelback, Moi, Howes  | 3:48 |
| 7.    | Kiss It Goodbye        | C. Kroeger, M. Kroeger, Moi                               | Nickelback, Howes       | 3:35 |
| 8.    | Trying Not to Love You | C. Kroeger, Peake, Brett Warren, Brad Warren              | Nickelback, Howes, Moi  | 4:11 |
| 9.    | Holding on to Heaven   | C. Kroeger, M. Kroeger                                    | Nickelback, Howes       | 3:51 |
| 10.   | Everything I Wanna Do  | C. Kroeger                                                | Nickelback, Howes       | 3:27 |
| 11.   | Don't Ever Let It End  | C. Kroeger                                                | Nickelback, Howes       | 3:49 |
| 39:43 |                        |                                                           |                         |      |

## Közreműködők

### Nickelback
- Chad Kroeger – ének, szólógitár
- Ryan Peake – ritmusgitár, billentyűk, háttérvokál
- Mike Kroeger – basszusgitár, háttérvokál
- Daniel Adair – dobok, háttérvokál

## Külső hivatkozások
- A Nickelback hivatalos oldala